# 続サラリーマン出世太閤記
『続サラリーマン出世太閤記』（ぞくサラリーマンしゅっせたいこうき）は、1957年11月12日に東宝系で公開された日本映画。モノクロ。スタンダード。

## 概要
シリーズ第2作。本作では「日本自動車」の工場に転勤した主人公・木下秀吉が、ブローカー・黒田や仲間の誘いにもめげず、工場の機械を購入しようと悪戦苦闘し、東京転勤の辞令を貰うまでを描く。
ブローカー役は『社長シリーズ』で共演中の三木のり平。

## スタッフ
- 製作：安達英三郎
- 脚本：笠原良三
- 監督：筧正典
- 撮影：鈴木斌
- 照明：石川緑郎
- 美術：小川一男
- 録音：小沼渡
- 音楽：松井八郎

## 出演者
- 木下秀吉：小林桂樹
- 左右田一：加東大介
- 左右田悦子：安西郷子
- 西川千枝子：白川由美
- 山中エイ子：団令子
- 山中為助：沢村いき雄
- 松村せい（「ヨネダホテル」経営者）：浪花千栄子
- 小鈴（芸者）：中田康子
- 前田圭一郎：宝田明
- 工場長：御橋公
- 松原：北沢彪
- 黒田（ブローカー）：三木のり平
- 松山：村上冬樹
- 長谷川総務部長：有島一郎

## 同時上映
『おトラさん』
- 原作：西川辰美／脚本：有崎勉、新井一／主演：柳家金語楼／東京映画作品
- シリーズ第1作。